# Elwood Edwards
Pour les articles homonymes, voir Edwards.
Elwood Edwards est un acteur de doublage américain né le 6 novembre 1949 à Glen Burnie (Maryland) et mort le 5 novembre 2024 à New Bern (Caroline du Nord). Il est principalement connu pour être la voix du fournisseur d'accès à Internet AOL.

## Biographie
Elwood Edwards travaille pour AOL la première fois en 1989. Il enregistre alors les phrases suivantes : « Bienvenue », « Vous avez un mail », « Vous avez des images », « Vous avez un message vocal » et « Transfert de fichiers terminé ». La même année son épouse remarque que Steve Case, le PDG de Quantum Link, voulait ajouter des voix à son interface utilisateur. En octobre, Elwood Edwards enregistre de nouvelles répliques et devient la voix officielle d'AOL et de Q-Link.

## Filmographie
- 1997 : Austin Powers : la voix qui dit « Vous avez un nouveau message »
- 1998 : Vous avez un message : la voix qui dit « Vous avez un message »
- 1999 : ABC 2000: The Millennium : le narrateur
- 2000 : Les Simpson, épisode Big Mama Lisa : le docteur virtuel
- 2000 : Les Aventures de Rocky et Bullwinkle : la voix qui dit « Vous avez un message »
- 2014 : Today : lui-même
- 2015 : The Tonight Show Starring Jimmy Fallon : lui-même annonçant des blagues